# Leptotes pirithous
Leptotes pirithous conhecido por Cinzentinha é uma espécie de insetos lepidópteros, mais especificamente de borboletas pertencente à família Lycaenidae.
A autoridade científica da espécie é Linnaeus, tendo sido descrita no ano de 1767.
Trata-se de uma espécie presente no território português.

## Descrição
Extensão da asa entre 21 e 30 mm. Semelhante a Lampides boeticus, mas geralmente menor e sem a faixa branca pós-canalização na parte de trás das asas. Como muitos líquens, esta espécie apresenta dimorfismo sexual: frente azul aos machos e mais tons marrons para as fêmeas. Reverso das asas traseiras terminadas em dois ocelos e uma cauda por asa.

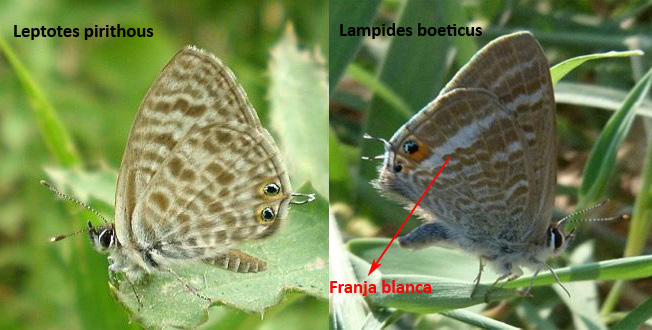
comparação entre Leptotes pirithous e Lampides boeticus